# Apatura sobrina
Apatura sobrina är en fjärilsart som beskrevs av Alfred Ernest Wileman 1915. Apatura sobrina ingår i släktet Apatura och familjen praktfjärilar. Inga underarter finns listade i Catalogue of Life.